# Kajo largo de sur
Kajo largo de sur (šp. Cayo Largo del Sur) poznat i samo kao Kajo largo, je malo kubansko turističko ostrvo u arhipelagu Kanareos. Ono je dugačko oko 25km, a široko 3 i drugo je po veličini ostrvo u arhipelagu posle ostrva Mladosti. Nalazi se oko 177km južno od Havane odnosno južno od zapadnog dela glavnog kubanskog ostrva.
Pretpostavlja se da je Kristofer Kolumbo posetio ostrvo tokom druge ekspedicije 1494.
Danas ostrvo nema stalnih stanovnika.
Svojevremeno je ostrvo naseljavlo pleme Taionos (pre oko 800 godina).
Radnici u hotelima i restoranima dolaze na ostrvo po dve ili tri nedelje i potom se vraćaju kućama, uglavnom na obližnjim ostrvima.

## Izgled ostrva
Kajo largo je krečnjačko ostrvo, formirano tokom miliona godina od ostataka morskih organizama.
Među najvećim turističkim atrakcijama ostrva je svakako i koralni sprud dug oko 19 nautičkih milja koji se pruža duž ostrva.
Voda sa južne strane ostrva je prozirnija nego na severu.
Hoteli se nalaze na južnom, tačnije jugo-zapadnom delu ostrva u zoni od oko 5 do 6 km koja se naziva Plaja Lindamar. Ostatak ostrva, osim sela za radnike, nije naseljen. Na ostrvu postoji jedan jedini asfaltiran put, koji povezuje aerodrom, selo i hotele. Postoje i drugi manji putevi, no oni su uglavnom bez adekvatne podloge.

## Plaže
Južna obala ostrva ima gotovo 20 km plaža. Sve su peskovite (beli pesak). Plaže na jugo-zapadnom delu često znaju da budu prilično pune, naročito one oko hotela Sol Cayo Largo i Sol Pelicano.
Plaža Sirena takođe često ima puno posetilaca (mahom Kubanaca sa glavnog ostrva). Inače more na plaži Sireni (špa:Playa Sirena) je prilično mirno, pesak zna i na temperaturama preko 35 °C da ostane prijatno topao tj. ne užari se.
Istočno i zapadno od gore navedenih mesta su kilometri gotovo praznih plaža na kojima često možete videti iguane, kornjače, pelikane itd.
Među poznatim plažama na ostrvu su i:
- Blanca (bela plaža)
- Tortuga (plaža kornjača)
- Paradiso - raj

## Klima
Kajo largo ima sub-tropsku klimu odnosno praktično večno leto.
Prosečne temperature se kreću od 23 tokom februara do 29 tokom jula i avgusta. U proseku temperatura na Kajo largu je koji stepen viša, nego na ostatku Kube.
Postoje dva godišnja doba - suvo od novembra do aprila i kišno od maja do oktobra. Kajo largo je prilično suv i tokom kišnog perioda, pa bi se pre reklo da je adekvatan naziv za njega vlažno, a ne kišno doba.
Pljuskovi su uobičajno kratki i jaki i češće padaju tokom noći. Jun je mesec sa najviše kišnih dana u godini (8). Tokom suvog perioda u proseku tek četiri dana u mesecu pada kiša.
| Mesec       | Pros | Jan | Feb | Mar | Apr | Maj | Jun | Jul | Avg | Sep | Okt | Nov | Dec |
| Temperatura | 26   | 23  | 23  | 25  | 26  | 27  | 28  | 29  | 29  | 28  | 27  | 26  | 24  |

## Biljni i životinjski svet
Ostrvo je poznato kao mesto na kojem se ugrožene morske kornjače razmnožavaju. Na Kajo largu se mogu naći tri vrste kornjača:
- Velikoglava (Caretta caretta)
- Zelena (Chelonia mydas)i
- (Eretmochelys imbricata)

Među turistima su posebno popularne iguane. Iako ih na ostrvu ima dosta, najbolje mesto za posmatranje je obližnje ostrvo koje je samo njima nastaljeno. Na Kajo largu žive zelene iguane.

## Farma kornjača -
U okviru napora da se sačuva prirodni habitat ostrva osnovana je farma kornjača. Između aprila i septembra tri različite vrste kornjača poležu jaja na plaži, a radnici farme ih posle skupljaju i drže u inkubatoru oko dva meseca.
Puštanje mladih kornjača u more je poseban događaj na koji se zovu i turisti.

## Spoljašnje veze
- Cayo-Largo.net
- Cayo Largo Hotels Архивирано на веб-сајту  (30. јануар 2008)
- Cayo Largo Information & Hotels

21° 38′ N 81° 28′ W / 21.633° С; 81.467° З